# 相馬の古内裏
相馬の古内裏（そうまのふるだいり）または相馬の古御所（そうまのふるごしょ）は、日本の浮世絵師・歌川国芳によって描かれた江戸時代末期の浮世絵である。改印から制作年代は弘化年間、あるいは弘化2年から3年ごろ（1845年 - 1846年）とされる。山東京伝によって書かれた読本作品、『善知安方忠義伝』を題材にしている。
個別の題名は存在しておらず、絵の左上に添えられた詞書（ことばがき）の冒頭「相馬の古内裏」または、描かれている画題から「相馬の古御所」などと称される。
『善知安方忠義伝』は、歌舞伎でも周知されていた平将門と藤原純友たちの残党たちの活躍する「前太平記の世界」を題材にした物語で、大宅光圀（源頼信の家臣、画面中央）に滝夜叉姫（『善知安方忠義伝』における平将門の娘という設定の登場人物、画面左）が骸骨の妖怪を呼び出して驚かせる場面を描いた作品である。相馬の古御所は、新皇を名乗った平将門が下総国猿島郡（茨城県）に置いていた御所の跡地で、将門たちが滅ぼされたあとは荒れるに任せており、この場面の舞台となっている。原作での滝夜叉姫は、数百体もの骸骨たちが出現して東西に分かれて合戦する様子を見せて光圀を驚かそうとするのだが、本作で国芳はその骸骨を一体の巨大な骸骨として描くという新奇な演出を加えた点で、高く評価されている。

## 骸骨の描写
画面に描かれた巨大な骸骨については、西洋から伝わった解剖学などに基づく精確性の高い骨格図を国芳が参考にしており、写実的な骸骨を描いているという点でも評価が高い。鈴木重三などは、国芳がこのような新規の表現手法をとった理由のなかには、そのような解剖書の他に当時行われていた見世物との関連も考慮する必要もあるとの可能性を示している。